# Marian Meder

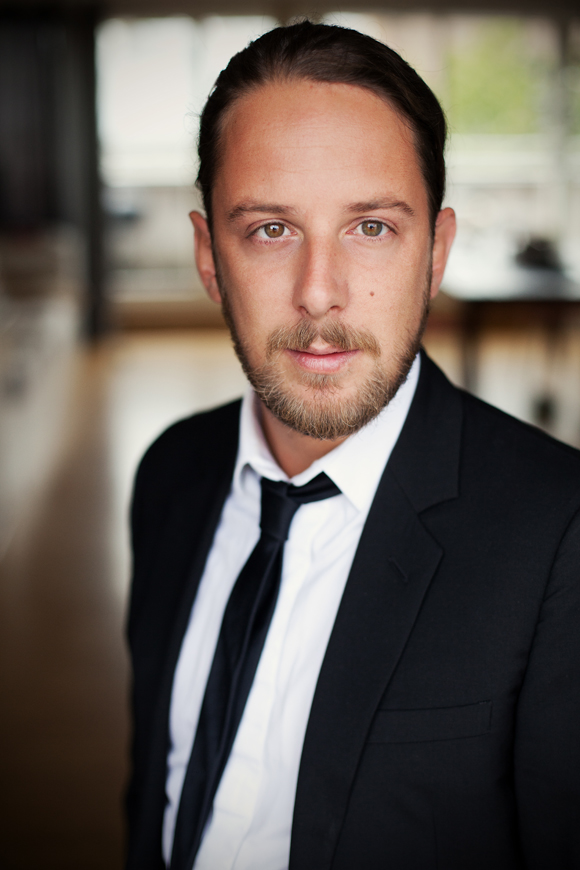
Marian Meder

Marian Meder (* 11. November 1980 in Herdecke) ist ein deutscher Schauspieler.

## Leben
Er besuchte die Schule in Dortmund. Nach dem Studium an der Freiburger Schauspielschule im E-Werk (2001–2005) war er für die Spielzeit 2005/2006 am Theater 58 in Zürich engagiert. Zu sehen war er u. a. in Der Alchimist und Der Hirt mit dem Karren. Daneben besuchte er auch diverse Coachings bei Frank Bezelt sowie Kai Ivo Baulitz und Teresa Harder in Berlin.
2012 übernahm er in der Sat.1-Serie Auf Herz und Nieren die durchgehende Hauptrolle „Düse“.

## Filmografie
- 2006:	Mörderischer Frieden (Film)
- 2006:	Stromberg (TV)
- 2007:	Begraben (Kurzfilm)
- 2007:	Der Bibelcode (TV)
- 2007:	Helden aus der Nachbarschaft (Kino)
- 2007:	La (Pilotfilm)
- 2007:	Mein schönes Mofa (Kurzfilm)
- 2008:	Die Päpstin (Film)
- 2008:	Fire (Film)
- 2008:	Klinik am Alex (TV)
- 2008:	Pietshow (Internet-Serie)
- 2009:	Anna und die Liebe (TV)
- 2009:	Da kommt Kalle (TV)
- 2009: Dawn (Kurzfilm)
- 2009: Der Albaner (Film)
- 2009: Empathie (TV)
- 2009:	Groupies bleiben nicht zum Frühstück (Kino)
- 2009:	Jetzt sind wir dran (TV)
- 2009:	Die Pfefferkörner (TV)
- 2009:	Pietshow (Internet-Serie)
- 2010:	Notruf Hafenkante – Bärendienst (TV)
- 2010:	Glückstreffer – Anna und der Boxer (TV)
- 2010: Katie Fforde (TV)
- 2011: Die Bergwacht – Die Hoffnung stirbt zuletzt (Serie)
- 2012: Der letzte Bulle – Tod eines Schlachters (Serie)
- 2012: Der Kriminalist – Schumanns Fehler (Serie)
- 2012: Auf Herz und Nieren (Serie)
- 2012: Großstadtrevier (Serie)
- 2012: Mann kann, Frau erst recht
- 2012–2013: Zwischen den Zeilen (Serie)
- 2013: Tatort – Gegen den Kopf
- 2013: Bella Casa (TV)
- 2013: Küstenwache – Im Visier des Mörders (Serie)
- 2013: Ohne Dich (Kino)
- 2013: Löwenzahn (Serie)
- 2014: Brezeln für den Pott (TV) – Regie: Matthias Steurer
- 2014: Heldt – Die zersägte Jungfrau (Serie)
- 2015: Alarm für Cobra 11 – Die Autobahnpolizei (Serie) Folge: Goal
- 2015: Sibel & Max (Serie) Folge: Andere Umstände
- 2015: Große Fische, kleine Fische
- 2016: Rentnercops (Serie) Folge: Wolke 4
- 2017: Einstein (Serie) Folge: Ballistik
- 2018: Das schönste Mädchen der Welt
- 2018: In aller Freundschaft – Die jungen Ärzte (Serie) Folge: Große und kleine Helden
- 2019: WaPo Bodensee (Serie) Folge: Der Tote im Kajak
- 2023: Und dann steht einer auf und öffnet das Fenster
- 2023: SOKO Stuttgart (Fernsehserie, Folge Der gläserne Hund)